# ハレルヤハッピーズ
HallelujahHappy's（ハレルヤハッピーズ）とは日本のパンクバンドである。

## 活動状況
- 1988年にVo.Hiro、B.Jaiyanを中心に結成され、1995年頃まで活動した。
- 1990年4月、下北沢屋根裏にて初ワンマンライヴを敢行。この頃3代目ドラマーのChoroが脱退、YOSHITAKAが4代目ドラマーとして加入する。
- 1991年　3代目GのYOH-1と4代目DrのYOSHITAKA、初代BのJAIYANが脱退、4代目Gには元・THE SHAMEのKIMURA、5代目DrにSHINがそれぞれ加入。
- JAIYANの後継としてiwakiが加入、その後Reijiが加入。以後メンバーが度々変わる。
- 1995年、無期限の活動停止。
- 2007年に渋谷屋根裏で再結成ライブが行われている。この時のメンバーはVo.HIRO,Gu.Nabesan,B.Reiji,Dr.Choro

## アルバム
- 1991年 - 1stアルバム「Walkin’ Walkin’」
- 1992年 - 2ndアルバム「遠い昔は口笛吹いて」

## 主な活動拠点
下北沢屋根裏、新宿ロフト、原宿ホコ天、新宿アンティノックなど

## 主な楽曲
- ハレルヤ☆ハッピーズのテーマ
- MY BEST LIFE
- 僕のうた〜MERRYGOROUND IS FOREVER
- いつも一人きり
- HAPPY DAYS
- あすなろ
- ハートに火をつけたい
- STAND　BY　ME
- 君が好きだから
- LONDON
- LONELY BOY
- ハレルヤハッピーズのエンディング
- only only you
- 遠い昔は口笛吹いて
- Bad Boy
- どうしようもない恋のうた
- Dream&Dreamer
- 声にならなくて
- On The Wind
- あすなろ2
- Happy Christmas
- Yah Yah Yahハレルヤハッピーズがやってきた
- Alexのように
- Burning Generation
- No No School
- パンクしそう
- ワイルドで行こう
- 今夜も眠れない
- Punks
- C'mon RUNNAWAY
- 今なき君に
- ミーハーガール
- We ARE NEWAGE
- 君のため
- さよならマーチ

## 在籍したメンバー
常に4人編成であった。計15名が在籍した。
- Vo.HIRO
- Gu.tsuyoshi,HIDEMARU,yoh-1,kimura,Nabesan
- B.jaiyan,reiji,iwaki
- Dr.不明、gouda,misya,choro,yoshitaka,shin

## メンバーのその後
- Vo.HIROは現在、東京都西多摩郡のリサイクルプラント企業で代表取締役社長を務めている。
- G.Nabesanは現在、インディーズバンド「ウォーロック」でギタリストを務めている。
- B.Jaiyanはインディーズバンド「エロガッパーズ」でベーシストを務めている。（
- 大学生時代に新宿ツバキハウスのロンドンナイトに入り浸っていたVo.HIROが、4年生の時に学園祭でロンドンナイトのパンク曲のカバーバンド「Anorax]としてライブを行い、その対バンにはjyaianがいた。
- そもそもHIROとjyaianは大学の学外サークルでの友達であった。
- HIROが就職後、京浜東北線車内でばったりjyaianと再開し、バンドを結成することになる。
- 最初のライブは豊島公会堂で、ほぼコピー曲での参加であった。
- 2代目Dr.のgoudaは漫画家業田義家の実弟である。
- メンバーチェンジを繰り返しながらオリジナル曲をしたため、ホコ天活動を開始。当初はハニー、スイートハート(後のGODDAMN'S）との3バンドでホコ天ライブを実施していた。
- 下北沢屋根裏では「ハレルヤハッピーズVS真心ブラザーズ」といった企画ライブも行った。
- 川崎クラブチッタでのホコ天人気バンドでのライブに参加。